# Tyrrhenus Mons
Der Tyrrhenus Mons (auch Tyrrhenus Patera genannt) ist ein Vulkan auf dem Planeten Mars, genauer im Hochland, das als Tyrrhena bezeichnet wird. Sein Durchmesser beträgt geschätzte 300 km und sein innerer Krater dürfte 12 Kilometer aufweisen. Der Durchmesser des ursprünglichen Kraters wird auf 45 km geschätzt. Tyrrhenus Mons ist jünger als die benachbarte Hadriacus Mons.